# 斯蒂爾沃特鎮區 (明尼蘇達州華盛頓縣)
斯蒂爾沃特鎮區（英語：Stillwater Township）是位於美國明尼蘇達州華盛頓縣的一個行政鎮區。

## 地方資料
斯蒂爾沃特鎮區的面積為43.59平方千米，當中陸地面積為40.24平方千米，而水域面積為3.34平方千米。根據2020年美國人口普查的數據，當地共有人口1866人，而人口密度為每平方千米42.81人。